# Rudy Houtsch
Rudolf „Rudy“ Houtsch (* 8. Januar 1916 in Luxemburg-Stadt; † 20. Dezember 2003 ebenda oder in Düdelingen) war ein luxemburgischer Radrennfahrer.

## Sportliche Laufbahn
Houtsch war Straßenradsportler und Teilnehmer der Olympischen Sommerspiele 1936 in Berlin. Beim Sieg von Robert Charpentier im olympischen Straßenrennen schied er aus. Die Mannschaft Luxemburgs mit Rudy Houtsch, Franz Neuens, Jacques Majerus und Paul Frantz kam nicht in die Mannschaftswertung.
Bei den Straßenradsport-Weltmeisterschaften 1936 kam er im Amateurrennen auf den 24. Platz.